# Xenotrophon
Xenotrophon is een geslacht van weekdieren uit de klasse van de Gastropoda (slakken).

## Soort
- Xenotrophon euschema (Iredale, 1929)